# 过电流保护
过电流保护是指人們為保护电路免受短路或过载造成的危害而限制电流的強度。 过电流的強度一般不超过6倍额定电流。在过电流情况下，电器元件并不是马上损坏，而且电流值能恢复正常。过电流保护通常通過過電流繼電器實現。